# Besart Berisha
Besart Berisha (sinh ngày 29 tháng 7 năm 1985) là một cầu thủ bóng đá người Kosovo.

## Đội tuyển bóng đá quốc gia Kosovo
Besart Berisha thi đấu cho đội tuyển bóng đá quốc gia Albania và đội tuyển bóng đá quốc gia Kosovo từ năm 2006 đến 2017.

## Thống kê sự nghiệp
| Đội tuyển bóng đá Albania | Đội tuyển bóng đá Albania | Đội tuyển bóng đá Albania |
| Năm                       | Trận                      | Bàn                       |
| ------------------------- | ------------------------- | ------------------------- |
| 2006                      | 1                         | 0                         |
| 2007                      | 5                         | 0                         |
| 2008                      | 4                         | 0                         |
| 2009                      | 6                         | 0                         |
| Tổng cộng                 | 16                        | 0                         |

| Đội tuyển bóng đá Kosovo | Đội tuyển bóng đá Kosovo | Đội tuyển bóng đá Kosovo |
| Năm                      | Trận                     | Bàn                      |
| ------------------------ | ------------------------ | ------------------------ |
| 2017                     | 1                        | 0                        |
| Tổng cộng                | 1                        | 0                        |